# Union des écrivains finlandais
L'Union des écrivains finlandais (finnois : Suomen Kirjailijaliitto ry) est une Union professionnelle d'écrivains en langue finnoise. Fondée en 1897 elle a environ 500 membres.
Tuula-Liina Varis en a été nommée porte-parole le 12.10.2008.
L'Union édite quatre fois l'an la revue Kirjailija ((fr) Ecrivain).